# بنجامين أ. بوتكن
بنجامين أ. بوتكن (بالإنجليزية: Benjamin A. Botkin)‏ هو عامل أمريكي في التراث الشعبي، ولد في 7 فبراير 1901 في East Boston ‏ في الولايات المتحدة، وتوفي في 30 يوليو 1975 في كروتون أن هادسون في الولايات المتحدة.